# 트와일라잇: 끝나지 않은 이야기
트와일라잇: 끝나지 않은 이야기(The Twilight Saga: The Official Illustrated Guide)은 스테프니 메이어의 연작 소설 트와일라잇의 백과사전격인 책이다.